# Los Molinos, Argentina
Los Molinos är en ort i Argentina.   Den ligger i provinsen La Rioja, i den norra delen av landet, 1 000 km nordväst om huvudstaden Buenos Aires. Los Molinos ligger 1 316 meter över havet och antalet invånare är 244.
Terrängen runt Los Molinos är varierad. Runt Los Molinos är det mycket glesbefolkat, med 3 invånare per kvadratkilometer.. Närmaste större samhälle är Anillaco, 6,7 km söder om Los Molinos. 
Omgivningarna runt Los Molinos är i huvudsak ett öppet busklandskap.